# Bombylius anthophoroides
Bombylius anthophoroides är en tvåvingeart som beskrevs av Neal L. Evenhuis 1977. Bombylius anthophoroides ingår i släktet Bombylius och familjen svävflugor.
Artens utbredningsområde är Kalifornien. Inga underarter finns listade i Catalogue of Life.